# Staryj Mertschyk
Staryj Mertschyk (ukrainisch Старий Мерчик; russisch Старый Мерчик/Stary Mertschik) ist eine Siedlung städtischen Typs in der ukrainischen Oblast Charkiw mit etwa 1600 Einwohnern (2024).

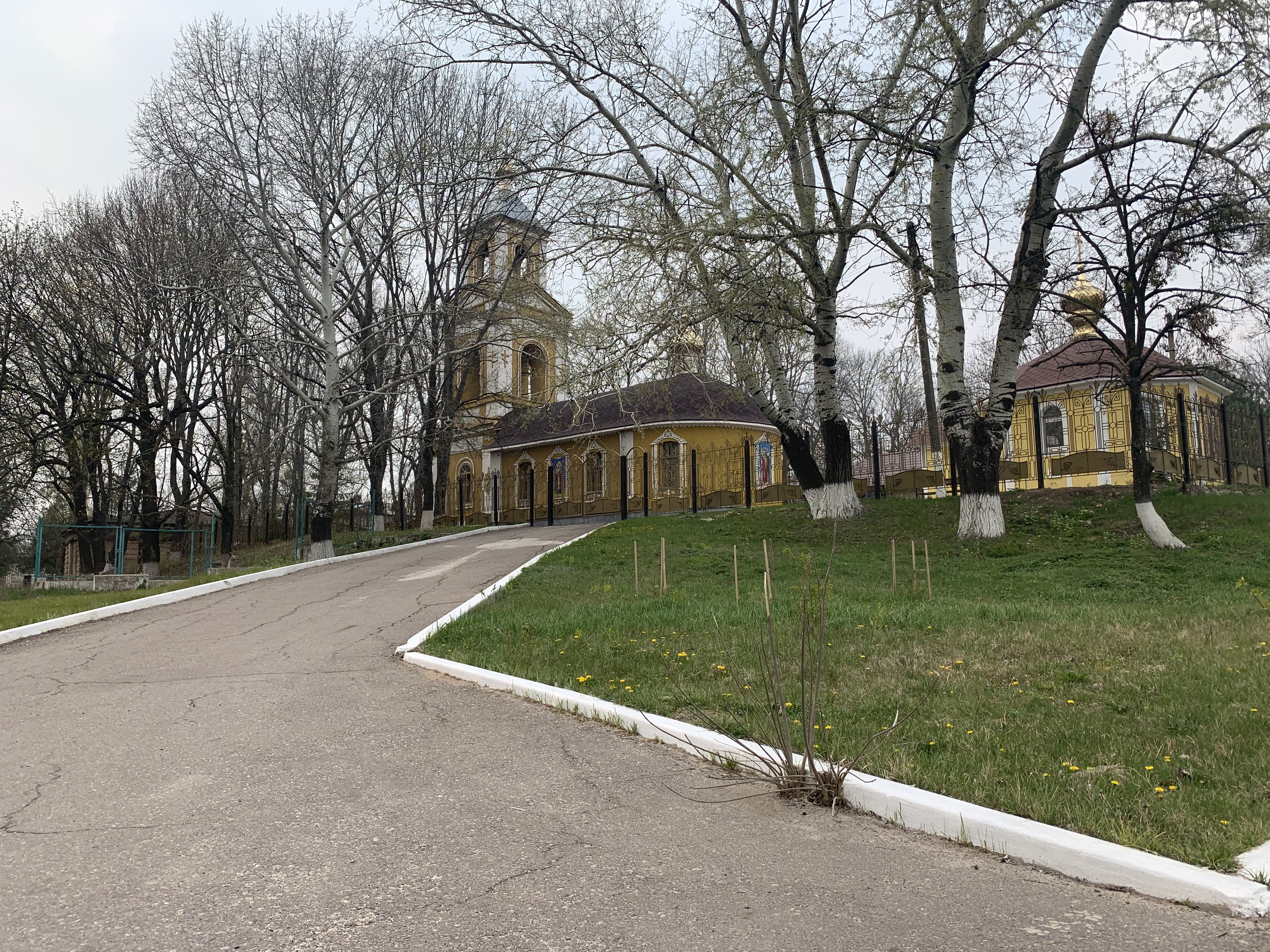
Kirche im Ort

Die Ortschaft am Ufer des Mertschyk (Мерчик), einem 43 km langen Nebenfluss der Merla (Мерла), wurde 1665 gegründet, besitzt seit 1938 den Status einer Siedlung städtischen Typs.
Staryj Mertschyk liegt  24 km nordöstlich vom ehemaligen Rajonzentrum Walky und etwa 40 km westlich vom Oblastzentrum Charkiw an der TerritorialstraßeT–21–06 nördlich der Fernstraße M 03/E 40.
Am 12. Juni 2020 wurde die Siedlung ein Teil der neugegründeten Stadtgemeinde Walky, bis dahin bildete sie zusammen mit den Dörfern Dobropillja (Добропілля), Mitschurinske (Мічурінське) und Solotschiwske (Золочівське) sowie den Ansiedlungen Hasowe (Газове) und Prywoksalne (Привокзальне) die gleichnamige Siedlungsratsgemeinde Staryj Mertschyk (Старомерчицька селищна рада/Staromertschyzka selyschtschna rada) im Norden des Rajons Walky.
Am 17. Juli 2020 kam es im Zuge einer großen Rajonsreform zum Anschluss des Rajonsgebietes an den Rajon Bohoduchiw.

## Persönlichkeiten
- Sergei Taschujew (* 1959), russischer Fußballtrainer